# Meurig ap Tewdrig
Pour les articles homonymes, voir Meurig.
Meurig ap Tewdrig (Latin: Mauricius) est le fils de  Tewdrig (St. Tewdrig), et le  roi
de l'un des premiers royaumes du Pays de Galles celui de Gwent et de Glywysing. Il est actif une cinquantaine d'années vers c.475-c.525 ou selon une seconde hypothèse  c.550-c.600.

## Règne
Meurig devient roi de Gwent après l'abdication de son père. Selon la tradition, Tewdrig se retire comme ermite à  Tintern, mais il sort de sa retraite pour assister Meurig, et l'aider à repousser une invasion des 
anglo-saxons lors d'une bataille à « Pont y Saeson », c'est-à-dire le Pont des Saxons (vers 584 selon la version alternative). Tewdrig meurt peu après le combat et  Meurig l'inhume à Mathern, après y avoir construit un oratoire et concéder en mémoire de son père la région dont le village de Pwllmeyric, qui porte son nom à l'évêque de Llandaff. Meurig unifie ensuite son royaume de Gwent et de Glywysing avec le royaume d'Ergyng en épousant  Onbrawst, la fille de  Gwrgan Mawr (le Grand), le souverain de ce royaume. Il règne désormais sur un territoire équivalent à l'actuel Glamorgan. Le règne de Meurig semble avoir été pacifique. Il doit, cependant, faire face à un conflit avec un certain Cynfeddw  sub regulus  gouvernant le sud du Gwent et fils putatif ou parent d'Idonn un précédent souverain, qu'il fait assassiner malgré un serment prêté sur les reliques à Llandaff lors d'une conciliation. Car Meurig est également considéré comme un bienfaiteur du diocèse de la  cathédrale de Llandaff, où il est réputé avoir été inhumé .

## Postérité
Meurig est le père d' Athrwys ap Meurig, un des nombreux personnages historiques que les spécialistes estiment
avoir été l'un des prototypes du  légendaire  Roi Arthur. On estime toutefois que Athrwys décède avant son père et que ce dernier à comme successeur ses petits-fils Ithel et Morgan ap Athrwys surnommé Mwynfawr.